# Kökpaqsor Köli
Kökpaqsor Köli är en saltsjö i Kazakstan.   Den ligger i oblystet Aqmola, i den nordöstra delen av landet, 170 km norr om huvudstaden Astana. Arean är 10,6 kvadratkilometer.